# Municipio de Beccaria
El municipio de Beccaria (en inglés, Beccaria Township) es una subdivisión administrativa del condado de Clearfield, Pensilvania, Estados Unidos. Según el censo de 2020, tiene una población de 1774 habitantes.

## Geografía
Está ubicado en las coordenadas 40°45′53″N 78°31′29″O / 40.76472, -78.52472 (40.764854, -78.52467).

## Demografía
Según la Oficina del Censo, en 2000 los ingresos medios por hogar en la zona eran de $28,714 y los ingresos medios por familia eran de $32,286. Los hombres tenían unos ingresos medios de $27,578 frente a los $17,381 para las mujeres. La renta per cápita de la región era de $13,941. Alrededor del 10.5% de la población estaba por debajo del umbral de pobreza.
De acuerdo con la estimación 2015-2019 de la Oficina del Censo, los ingresos medios por hogar en la zona son de $47,417 y los ingresos medios por familia son de $67,232. Alrededor del 9.9% de la población está por debajo del umbral de pobreza.